# Stanislav Janevski
Stanislav Janevski, bulharsky Станислав Яневски (* 16. květen 1985, Sofie) je bulharský herec. Proslavil se zejména rolí Viktora Kruma, zástupce Kruvalu v Turnaji tří kouzelníků, ve filmu Harry Potter a Ohnivý pohár. Hrál též ve filmu Hostel 2.